# 올미
올미는 택사과의 여러해살이풀로 학명은 Sagittaria pygmaea이다.

## 생태
잎의 길이 15cm, 나비 8mm이며, 녹색이고 부드럽다. 잎은 뭉쳐나고 선형이거나 위쪽 부분이 약간 나비가 넓다. 여름철에 잎 사이에서 높이 10-25cm의 꽃줄기가 나오고, 윗부분에 몇 개의 꽃이 드문드문 달리는 총상꽃차례를 이룬다. 암수한그루로 수꽃에는 1-3cm의 가는 꽃자루가 있으며, 암꽃은 꽃차례의 가장 밑바닥에 1개만 달리고 꽃자루는 없다. 꽃받침조각 3개는 녹색이고 작으며, 꽃잎 3개는 백색이고 길이 1cm 정도이다. 꽃이 진 뒤 등면에 날개가 달린 굵기 3mm 정도의 둥근 골돌과 고리 모양으로 여러 개 달린다.

### 분포
한국·중국·일본 등지에 분포하는 여러해살이풀로 무논이나 연못 가장자리에 자란다.